# Muziek in België
België is een kruispunt van diverse West-Europese culturen. Het land zelf is hoofdzakelijk verdeeld in een Nederlandstalig Vlaanderen en een Franstalig Wallonië, met nog een Duitstalig gebied en een niet onbelangrijke groep mensen van vreemde origine, vooral afkomstig uit Italië, Frankrijk, Nederland, Marokko en Polen. Deze verdeling zet zich ook verder in de muziekwereld in België. Naast zijn nationale eigenheden volgt de muziek in het land echter de tradities van de omliggende Europese landen en de rest van de westerse muziekwereld.
België is een relatief klein gebied en eeuwenlang overheerst door de omliggende Europese grootmachten. De traditie van de lokale klassieke muziek sluit daar dan ook bij aan. Bij de Belgische volksmuziek vinden we hetzelfde verschijnsel. Toen in de 20ste eeuw de muziekindustrie zich uitgroeide, volgde men net als in de rest van de Westerse wereld ook deze ontwikkelingen.
De muziekbeleving in België wordt bepaald door de traditionele kanalen. Radio en televisie bepalen de mainstream muziek. Platenwinkels bieden opgenomen muziek van diverse genres te koop aan. Grote festivals, zaaloptredens, concerten, maar ook kleinschalige optredens en clubmuziek geven de gelegenheid livemuziek mee te maken. Ook in het zelf spelen van muziek richt men zich hoofdzakelijk op de gebruikelijke Westerse genres. Een typisch fenomeen dat hier toch buiten valt, zijn de talloze amateurfanfares, die op lokale dorpsfeesten en -evenementen een eigen muzikale inbreng hebben.

## Klassieke muziek

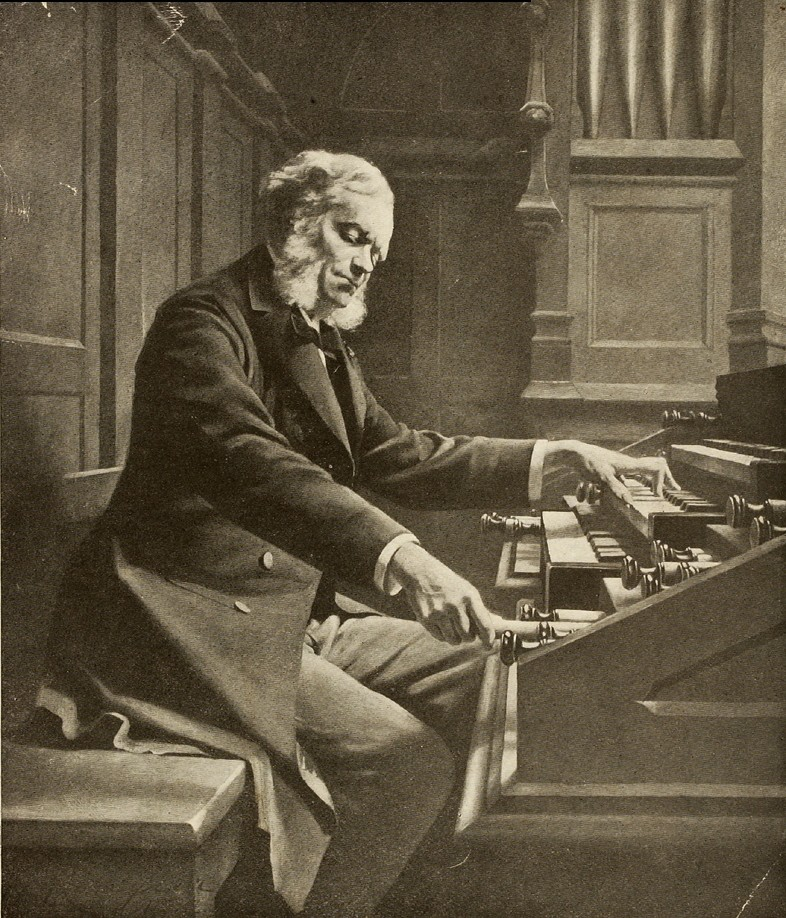
César Franck aan het orgel

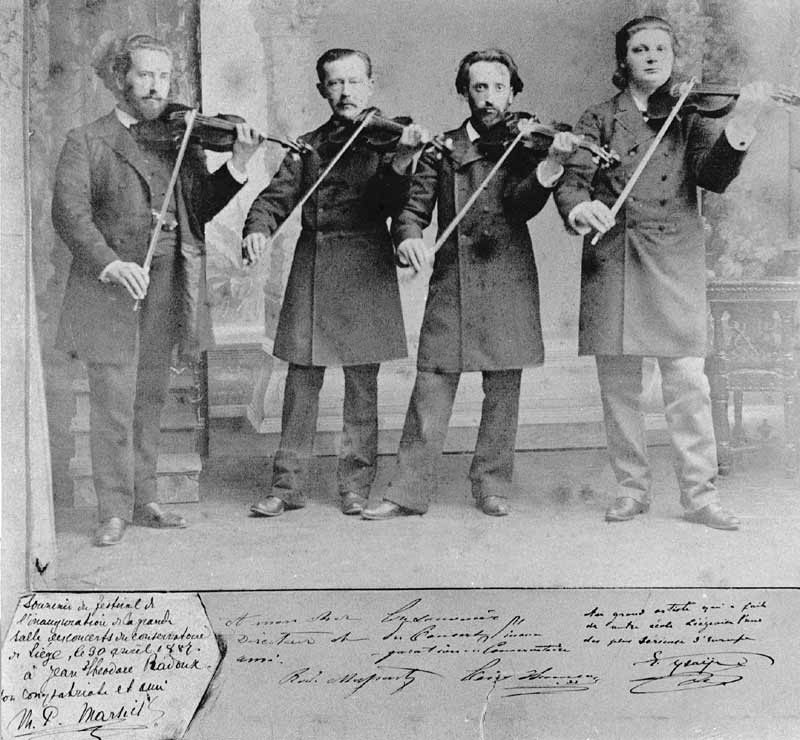
Vier Belgische violisten: Rodolphe Massart, Martin Marsick, César Thomson en Eugène Ysaÿe

Parallel aan de buitenlandse tradities in Duitsland, Frankrijk en Italië zijn er op het grondgebied van het huidige België enkele vermeldenswaardige componisten met internationale faam geboren, die er ook leefden en werkten. Zo was er Philippus de Monte, componist van veelal religieuze muziek. Hij werd geboren in 1521 te Mechelen en resideerde, componeerde en musiceerde in heel Europa, onder meer in Napels, Wenen en Praag, vaak in dienst van edele families en gekroonde hoofden. Zijn Super flumina Babylonis wordt nog steeds regelmatig uitgevoerd door orkesten en koren.
Ook Orlando di Lasso, die in Bergen het levenslicht zag, was gekend tot ver buiten de landsgrenzen. Deze uitzonderlijk productieve componist kreeg de bijnaam Orpheus van de Lage Landen wegens zijn enorme invloed op de klassieke muziek, zowel tijdens zijn leven als daarna.
In de renaissance was er Tielman Susato, die verschillende bloemlezingen publiceerde met werk van polyfonisten uit de Nederlanden als Josquin des Prez, Orlando di Lasso, Cypriano de Rore, Adriaan Willaert, Thomas Crecquillon en Pierre de Manchicourt. Rond 1543 begon hij in Antwerpen met wat waarschijnlijk de eerste gespecialiseerde muziekdrukkerij in de Lage Landen was, waarna ook onder meer Christoffel Plantijn, Petrus Phalesius en Johannes de Laet zich toelegden op het drukken van meerstemmige muziek. Vanaf dan telden de Nederlanden internationaal mee in de muziekdrukkunst.
César Franck, geboren in Luik in 1822, afkomstig van Gemmenich en het grootste deel van zijn leven wonend en werkend in Parijs, wordt gezien als een van de belangrijkste componisten van orgelmuziek. Internationaal zeer invloedrijk was ook de Belgische vioolschool, met als belangrijkste vertegenwoordigers Charles Auguste de Bériot, Hubert Léonard, Henri Vieuxtemps, Eugène Ysaÿe, César Thomson, Mathieu Crickboom en Arthur Grumiaux.
In de 19e eeuw kende België onder meer de componisten Edgar Tinel, Peter Benoit, August De Boeck, Paul Gilson, Joseph Jongen en de jonggestorven Guillaume Lekeu. Hun composities, waaronder ook een aantal voor piano, kennen vandaag nog regelmatig bijval bij klassieke muzikanten.
Ludwig van Beethoven stamde af van een Mechelse familie. De componist zelf werd echter in Bonn in Duitsland geboren, groeide daar op en kende in het Oostenrijkse Wenen zijn grootste successen.
Bekende componisten op de glijdende schaal tussen romantische en moderne klassieke muziek zijn Georges Lonque, Joseph Ryelandt, Lodewijk Mortelmans, Arthur Meulemans, Flor Alpaerts, Godfried Devreese, Marcel Poot, René Defossez en Victor Legley. In de tweede helft van de 20e eeuw werd  in België ook heel wat moderne klassieke muziek gecomponeerd. Vertegenwoordigers hiervan zijn onder anderen Henri Pousseur, Karel Goeyvaerts, Piet Swerts en Wim Mertens. Die laatste vergaarde vooral door zijn compositie Close Cover internationale bekendheid. De zangers Jules Bastin, Rita Gorr en José van Dam gelden als grote namen in de operawereld.
In 1937 organiseerde men in Brussel voor het eerst de Eugène Ysaÿewedstrijd voor klassieke viool. Het jaar daarna werd deze voor piano ingericht. De Tweede Wereldoorlog onderbrak deze wedstrijden, maar vanaf 1951 zou de wedstrijd verdergaan als Koningin Elisabethwedstrijd en een internationale reputatie uitbouwen in de wereld van de klassieke muziek. 
Ook de interpretatie van oude muziek heeft in België na de Tweede Wereldoorlog een hoge vlucht genomen, met als boegbeelden Kamiel D'Hooghe, Sigiswald Kuijken, Herman Sabbe, René Jacobs en Philippe Herreweghe, en als jaarlijks centraal punt het MAfestival Brugge.
De stand van zaken in de Belgische klassieke muziek  wordt sedert 1960 gedocumenteerd in het Documentatiecentrum CeBeDeM in samenwerking met de Unie van Belgische Componisten.

## Volksmuziek

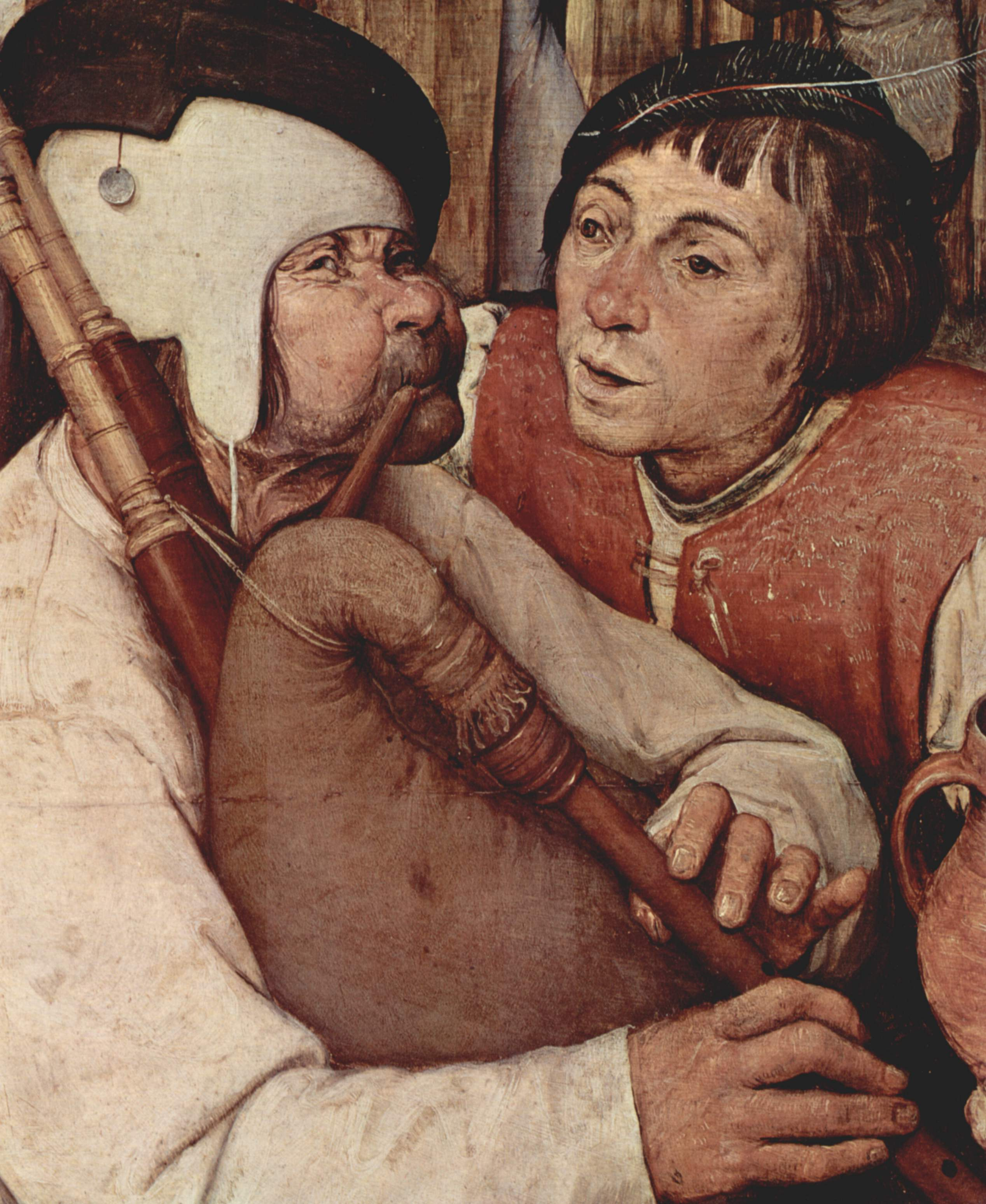
Pijpzak op het schilderij De Boerendans van Brueghel

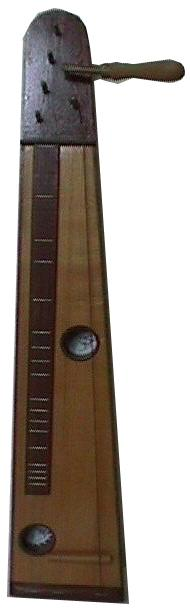
Hommel met stemsleutel

Net als de andere Europese landen kent België ook een zeer eigen volksmuziek, al is die in de loop der jaren minder populair geworden en zijn er veel traditionele liederen en muziekstukken verloren gegaan.
Een typisch Belgisch instrument is de pijpzak (in Wallonië ook wel gekend als pîpsac), de lokale variant van de doedelzak die men al aantreft op schilderijen van Brueghel. Ook de hommel of epinette was een veelvuldig gebruikt instrument in de Belgische traditionele muziek. Daarnaast werden draailier, schalmei, cornetto, lier en soms ook wel viool gebruikt. De viool werd niet tegen de kin geklemd, maar tegen de schouder of de borst, rustend op de pols. Voor de intrede van de viool musiceerde men op diens voorloper, de vedel. Eveneens bespeelden volksmuzikanten een breed assortiment aan houten fluiten, koehoorns, jachthoorns, koebellen en allerhande met dierenvellen bespannen trommels. In de loop van de 19e en 20e eeuw werd de accordeon meer en meer populair bij volksmuzikanten.
Het repertoire van de Belgische volksmuzikanten bestond meestal uit liederen in het plaatselijke dialect. Op kermissen traden vaak zangers en muzikanten op die er liedjes ten gehore brachten waarin steeds een verhaal verteld werd. Zo werden er liederen gezongen over tragische voorvallen als liefdesdrama's, moorden en de misdaden van onder andere Bakelandt, de bende van Pollet en de Witte Reulis, maar ook over de natuur of over lokale personen en gebeurtenissen, vaak doorspekt met volkse humor. In die laatste categorie passen de zogeheten spotliederen die men in veel dorpen terugvindt. Eveneens bestonden er veel kinderliedjes en drinkliederen. Her en der in het land probeerden narratologen en folk- en rootsgroepen die traditionele teksten en composities te bewaren. Er waren ook typische soorten van volksliedjes als de Ardense maclote, de bourdon en de kadril, die dikwijls gepaard gingen met een speciale dans, die soms nog door plaatselijke volksdansgroepen in ere wordt gehouden.
De komst van de popmuziek vaagde de volksmuziek stilaan weg. Wel bestaan er nog steeds meerdere bands in België die zich toeleggen op de traditionele muziekstukken of instrumenten, of populaire nummers maken met een traditionele inslag. Voorbeelden hiervan zijn Laïs, Kadril en 't Kliekske.

## Jazz
Zie ook: Jazz in België
In 1840 ontwikkelde de Belgische instrumentenbouwer Adolphe Sax de saxofoon, een instrument dat later een belangrijke rol zou spelen in de muziekwereld, eerst als onderdeel van het klassieke orkest, maar later als een onmisbaar instrument van de jazzmuziek.
Aan het begin van de 20e eeuw doken de eerste ragtimepianisten op in België. Door de koloniale activiteiten van België, steeg de belangstelling voor deze zogenaamde ‘negermuziek’.
Na de Eerste Wereldoorlog brak de jazz volledig door in België, met Felix Faecq en Robert Goffin als belangrijke vertegenwoordigers. Jazz werd de muziek van de roaring twenties, die daarom ook wel de jazz age genoemd worden. Klarinettist en altsaxofonist Charles Remue brak door met zijn orkest The New Stompers. Jazzmusici brachten hun swingende muziek ten gehore in dancings, cinema's, theaters, bars, café chantants en cabarets die volop bloeiden, maar ook op de schepen van de Red Star Line speelden jazzensembles.
De komst van de Belgische radio in 1930 betekende een gouden tijd voor jazz. De radio speelde veel nieuw uitgebrachte Amerikaanse platen. In de jaren 30 en 40 waren het de big bands die het mooie weer maakten in de jazzwereld. Na de bevrijding trokken talentrijke muzikanten zoals Jack Sels en Bobby Jaspar naar de Verenigde staten met hun band of toerden door heel Europa.

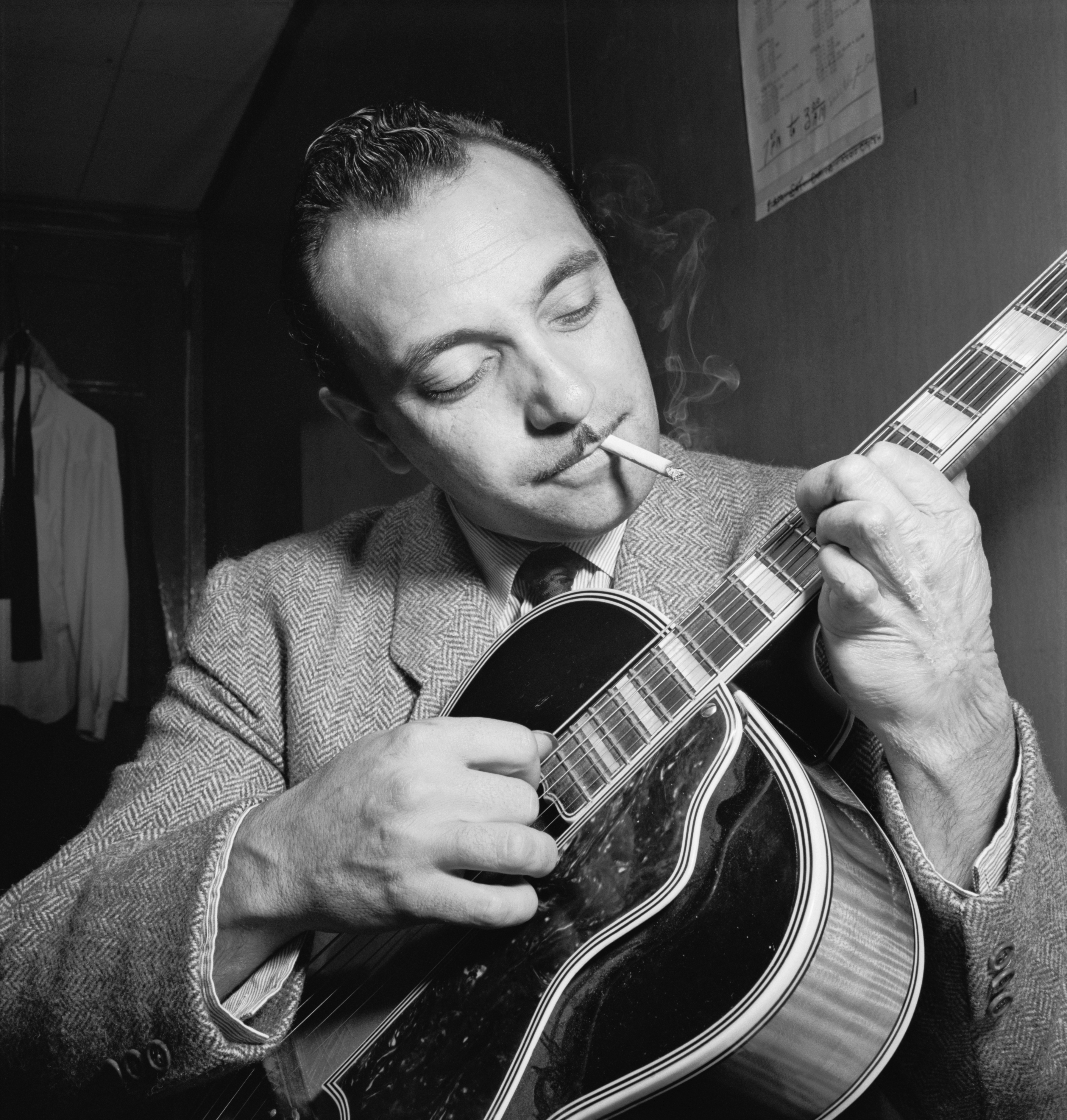
Django Reinhardt met gitaar

Een van de invloedrijkste jazzmusici uit de jaren veertig was de in Liberchies geboren jazzgitarist Django Reinhardt. Deze Sinti kende wel internationaal succes, vooral in Frankrijk en de Verenigde Staten. Met zijn Quintette du Hot Club de France (met onder meer Stéphane Grappelli op viool) stond hij aan de wieg van de zogenaamde gipsy jazz. Hij oefende een onuitwisbare invloed uit op latere gitaristen, ook op rockiconen als Jeff Beck, Carlos Santana en The Allman Brothers Band.
In de internationale jazzwereld werd België ook vertegenwoordigd door Toots Thielemans. Op het eind van de jaren 40 speelde hij al gitaar bij vermaarde internationale artiesten, en in 1952 emigreerde hij naar de Verenigde Staten. Daar brak hij door met zijn mondharmonica en scoorde begin jaren 60 een hit met zijn Bluesette. Hij bleef er vele decennia lang positief onthaald worden en met veel internationale artiesten samenwerken. Thielemans zou later uitgroeien tot een van de grootste Belgische muzikanten ooit.
Vandaag zijn gitarist Philip Catherine en pianist Jef Neve grote namen in de Belgische jazzscene. Elk jaar vindt ook nog steeds het festival Jazz Middelheim plaats in Antwerpen, waar al verscheidene internationaal gerenommeerde muzikanten speelden.

## Populaire muziek na de Tweede Wereldoorlog

### Jaren 40
Net als de andere Westerse landen volgde België in de eerste helft van de 20ste eeuw langzaamaan de ontwikkeling van de diverse populaire muziekgenres. Belgische artiesten waren niet direct internationaal opvallend of origineel, met Django Reinhardt als grote uitzondering.
Terwijl jazz nog steeds het ritme van de dag uitmaakte op de radio en in de straten van de stad, kwamen in de jaren 40 ook volkszangers als Bobbejaan Schoepen op. Met herkenbare teksten op populaire deuntjes, vaak geïnspireerd op de Amerikaanse countrymuziek, wist deze het hart van het publiek te veroveren. Schoepen trad vanaf 1948 op in verschillende landen en was ook de eerste die gebruik maakte van modern materiaal, een eigen tourbus en een systeem van artiestensponsoring.
In het spoor van de bevrijding kwam er een nieuwe generatie artiesten op die met veel naoorlogs optimisme de Amerikaanse muziek naar Europa overbracht. Een van de belangrijkste muziekuitgevers in die tijd is Jacques Kluger, die een groot aantal van de succesvolle artiesten uit de jaren 40 en 50 zal contracteren bij Decca Records en World Music.

### Jaren 50
In de jaren 50 verschenen internationaal na de periode van de big band meer populaire zangers op de voorgrond. In het Antwerpse variété-circuit werden onder meer Bob Davidse en La Esterella bekend.
In de Verenigde Staten ontwikkelde zich de rock-'n-roll, maar het duurde tot het einde van het decennium voordat deze revolutionaire muziekvorm voet aan de grond kreeg in België. Hier waren het vooral Engels-, Duits- en Franstalige liedjes die men op de radio hoorde, nummers die sterk steunden op de tekst en de stem van de zanger of zangeres, en minder op de muzikale begeleiding. Artiesten als Bobbejaan Schoepen, Jo Leemans, Will Ferdy, Bob Benny, Willy Lustenhouwer, Tony Sandler, Jean Walter en Ray Franky waren bekende namen in de Belgische populaire muziek.
De jaren 50 betekenden ook het verschijnen van televisie in het land. In 1956 nam België ook voor het eerst deel aan het Eurovisiesongfestival, met een inzending van Fud Leclerc, die daarna nog driemaal zou deelnemen. Populair tv-presentator Tony Corsari scoorde in 1959 een hit met Waarom zijn de bananen krom ?
De Belgische openbare omroep BRT had vanaf 1956 ook zijn eigen amusementsorkest, dat onder leiding stond van Francis Bay en onder meer Freddy Sunder omvatte. Zowel Bay als Sunder brachten ook eigen opnames uit. Bay begeleidde jarenlang de Belgische inzending voor het Songfestival.
Vanaf 1956 brak Jacques Brel door. Het zou het begin zijn van een lange carrière die van hem een van de internationaal succesvolste Belgische artiesten zou maken. De komende jaren zou hij met nummers als Ne me quitte pas, Quand on n’a que l’amour en Bruxelles uitgroeien tot een van de grootste namen van het Franstalige chanson, maar hij zong ook regelmatig in het Nederlands. Zijn nummers werden, al dan niet vertaald, gecoverd door tientallen internationale succesartiesten als Ray Charles en Frank Sinatra.

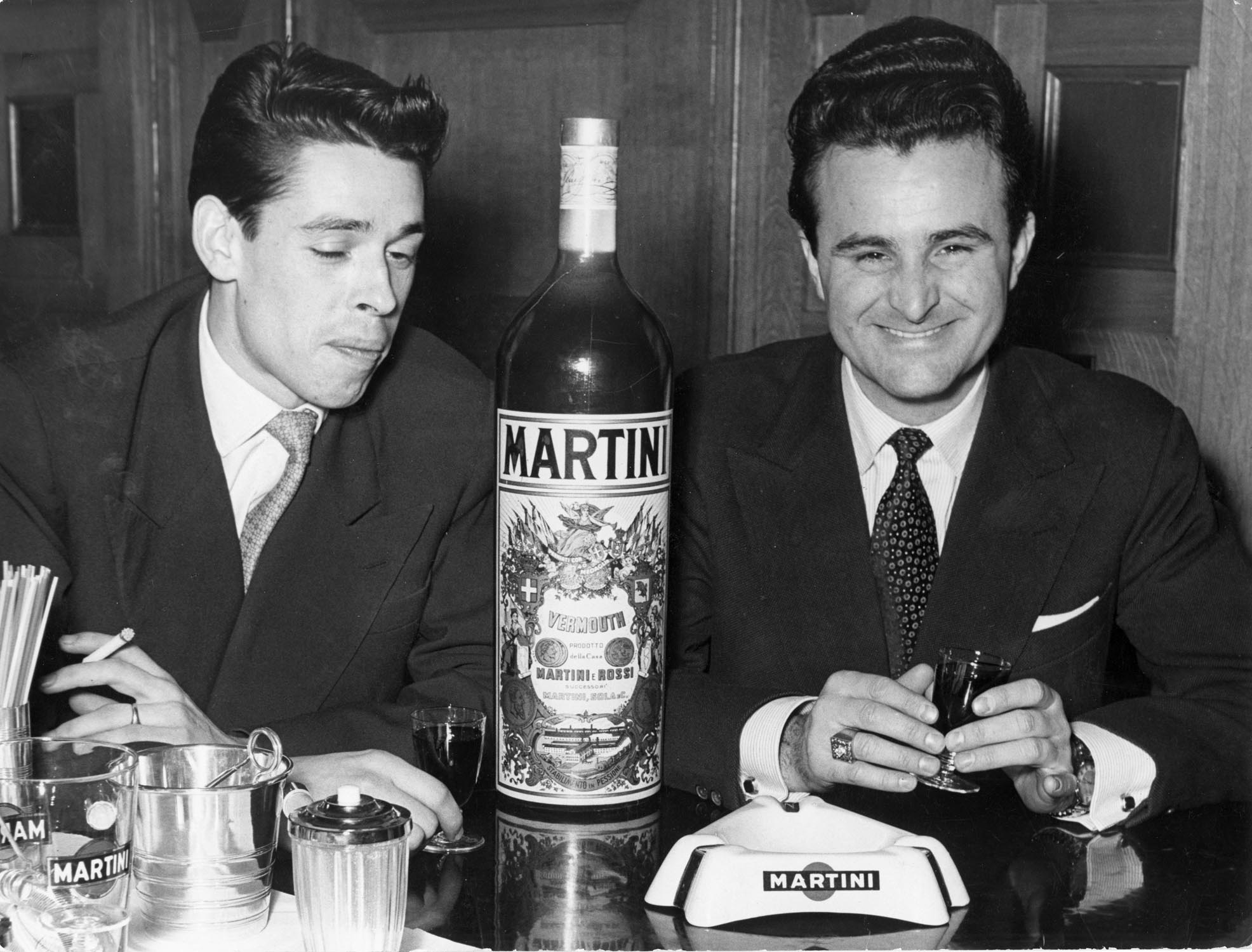
Jacques Brel en Bobbejaan Schoepen

In 1959 had Rocco Granata dan weer een wereldhit te pakken met Marina. Het werd gecoverd door talloze zangers en groepen en van de originele single werden wereldwijd zo’n 5 miljoen exemplaren verkocht.

### Jaren 60
Bij aanvang van de jaren zestig zat Bobbejaan Schoepen op de top van zijn carrière, met zes nummer 1-hits in de hitparade van 1960 tot 1964. Van 1958 tot 1961 toerde hij door Vlaanderen met een eigen circustent maar legde vervolgens zijn artiestenhart ter ziele in Bobbejaanland.
In het Vlaamstalige chanson scoorde bij aanvang van de jaren zestig Will Tura zijn eerste hits. Hij zou de komende decennia populair blijven, en uitgroeien tot de koning van het Vlaamse lied. Ook Louis Neefs scoorde zijn eerste hits en werd een van de populairste Vlaamse zangers.
West-Vlaming Tony Sandler trad als deel van het duo Sandler & Young op in de Verenigde Staten. Annie Cordy kende vooral succes in Wallonië, waar ook Salvatore Adamo doorbrak. Adamo zou de komende decennia wereldwijd hits scoren en met 100 miljoen verkochte platen zelfs uitgroeien tot de best verkopende Belgische artiest aller tijden.
De populaire liedjeswedstrijd Canzonissima, de toenmalige Vlaamse preselecties voor het Eurovisiesongfestival, bleek een belangrijke springplank voor veel artiesten. Deelnemers als Jimmy Frey, Ann Christy, Marc Dex, Micha Marah en Nicole & Hugo braken later volledig door. Schlager- en charmezangers zoals Paul Severs en Eddy Wally scoorden grote hits in Vlaanderen. Liliane Saint-Pierre bracht enkele Nederlandstalige nummers uit, maar kende op het eind van de jaren zestig ook succes in Frankrijk door een samenwerking met Claude François.
De rock-'n-roll ontwikkelde zich verder, en ook in België doken gitaargroepjes op. Eindelijk hadden jongeren ook hun eigen muziek. Burt Blanca was een pionier van deze nieuwe muzieksoort. De groep The Cousins scoorde in België (en ook internationaal) een monsterhit in 1960 met het nummer Kili Watch. In enkele maanden tijd werden meer dan 50.000 exemplaren verkocht, een groot aantal voor de Belgische platenindustrie in die tijd. Als eerste Belgische rock-'n-roll-band kon de groep het ook waarmaken buiten België en was ook in de pers en de opkomende tienerbladen geliefd. Ook een band als The Jokers werd relatief succesvol, onder andere met hun aanpassing van het traditionele lied Ik zag Cecilia komen tot Cecilia Rock. The Pick-Nicks maakten eveneens uptempo gitaarrock, geïnspireerd op de muziek van internationale succesgroepen als The Shadows en The Spotnicks. Rock-’n-roll vond zijn plaats op de radio in het bij de jeugd bijzonder populaire BRT-programma Schudden voor Gebruik, dat werd gepresenteerd door de toen nog erg jonge Guy Mortier. In oktober 1969 vond in Amougies het grote Festival d'Amougies plaats, waar verschillende internationale topartiesten optraden.
In 1965 scoorde organist André Brasseur een wereldhit met het nummer Early Bird. Blues- en skifflezanger Ferre Grignard was zeer bekend in het hippiecircuit en ook hij had enkele opmerkelijke hits. Op het eind van de jaren zestig scoorden groepen als The Pebbles (Seven Horses In The Sky) en Wallace Collection (Daydream). Ook het soulduo Jess & James met hun begeleidende JJ Band kende veel bijval, vooral met de single Move uit 1967.
Een buitenbeentje was Soeur Sourire, een non die enkele nummers opnam die werden uitgegeven, en zowaar een nummer 1-hit scoorde in de Verenigde Staten in 1963 met Dominique.

### Jaren 70
In de jaren zeventig bleven diverse Vlaamse artiesten succesvol, zowel in het genre van de schlagers (Willy Sommers, John Terra, Salim Seghers), als in de meer folkgerichte muziek. Eind jaren 60 en begin jaren 70 ontstond een lichting kleinkunstenaars, zoals Wannes Van de Velde, Zjef Vanuytsel, Kris De Bruyne, Willem Vermandere, Wim De Craene, Jan De Wilde, Jan Puimège, Miek en Roel, Tim Visterin, Johan Verminnen, Hugo Raspoet en de jonge Raymond van het Groenewoud, die enkele jaren later met Meisjes een enorme rockhit zou scoren.

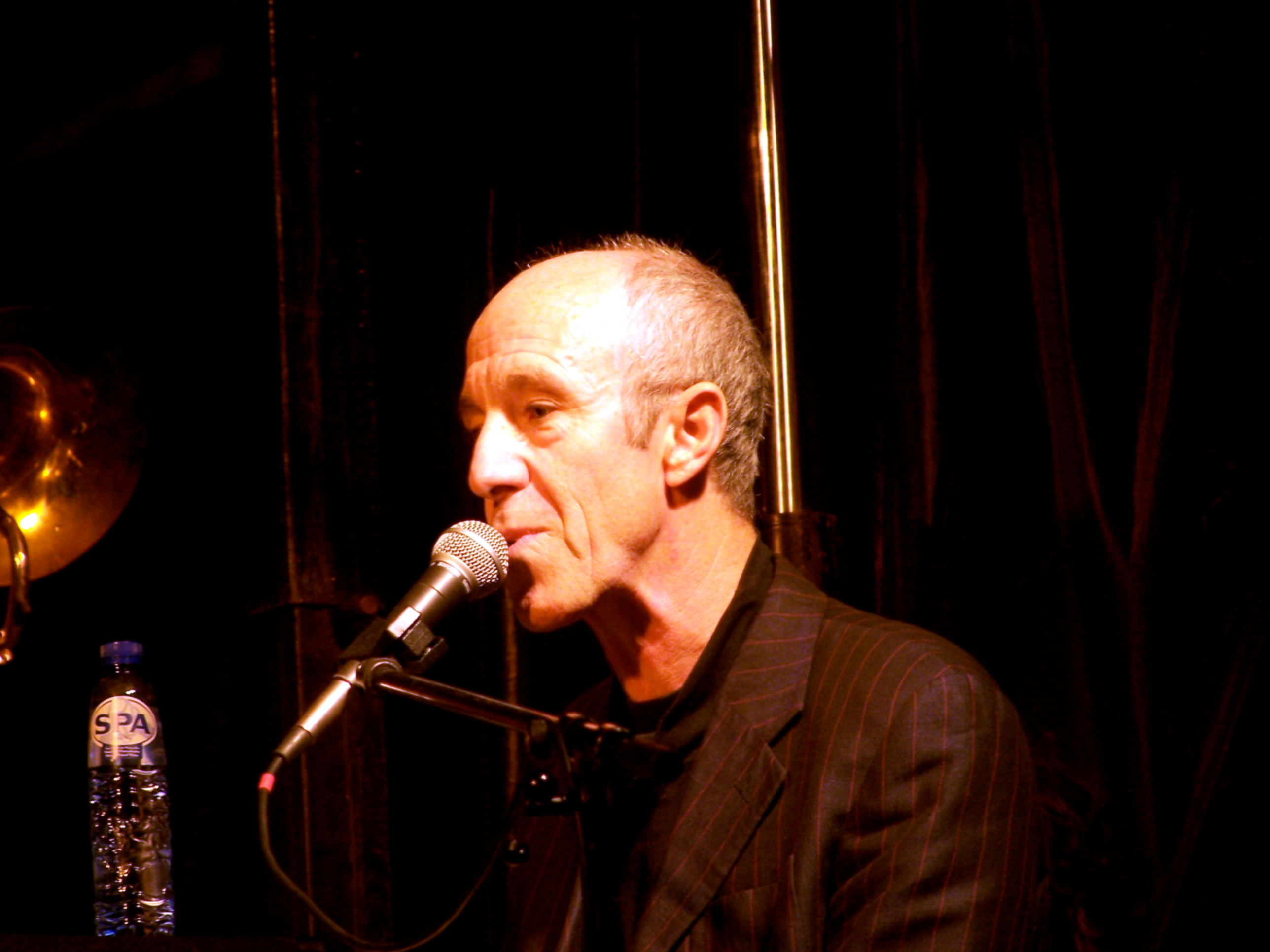
Raymond van het Groenewoud

Populair in het humoristische genre waren De Strangers, die vaak maatschappijkritische teksten in het Antwerpse dialect zongen op bestaande popmelodieën. Daarmee verwant brachten mensen als Ivan Heylen en Walter De Buck volkse en humoristische muziek, vaak in het dialect. Urbanus scoorde met zijn komische muziek en podiumshows. In 1979 had hij een enorme hit te pakken met Bakske vol met stro, een parodie op het kerstverhaal die niet in goede aarde viel bij de Katholieke Kerk.
Het tienermagazine Joepie, dat zich op populaire muziek richtte, verscheen voor het eerst in 1973, op initiatief van Sylvain Tack. Zeezenders als Radio Mi Amigo (eveneens van Tack) bleven in het begin van de jaren zeventig nog even actief.
In de internationale muziekwereld scoorden rockmuziek, en meer specifiek hardrock en progressieve rock. België kende zijn equivalent van succesgroepen als Led Zeppelin en Deep Purple in Irish Coffee. Hun platen zijn nu gegeerde verzamelobjecten.
Weinig Belgische artiesten kenden echt groot succes in de progressieve rock. Groepjes zoals PAZOP, Arkham of Cos bleven slechts in beperkte kring bekend, en zouden pas jaren later uit de archieven worden opgediept. Enkel het Waalse Machiavel kende een redelijk succes. Tegen het eind van de jaren zeventig bracht Univers Zero zijn eerste muziek uit. Deze band zou de volgende decennia binnen zijn genre wereldwijd wel erkenning krijgen. Een artiest als Marc Moulin mengde vaak rock, jazz, folk en elektronische elementen en was in verschillende projecten actief, waaronder de electropopgroep Telex.
In 1972 scoorde de Belgische groep The Chakachas een wereldhit met het disconummer Jungle Fever.
In 1974 werd voor de eerste maal het muziekfestival Torhout-Werchter georganiseerd, dat zou uitgroeien tot het grootste rockfestival in België. Bands als U2, R.E.M., Nick Cave and the Bad Seeds en Metallica traden hier verscheidene keren op, maar het podium biedt ook plaats voor binnenlands talent. Het kleine festival Folk Dranouter werd in 1975 voor het eerst ingericht; het zou de volgende decennia tot een belangrijk festival in het genre uitgroeien.
In 1975 droomden wereldwijd miljoenen romantische zielen weg bij Francis Goya's hit Nostalgia. Ook chansonniers als Frédéric François, Frank Michael, Art Sullivan en Claude Barzotti bleven het goed doen.
In Engeland ontstond halverwege de jaren 70 de punkbeweging. Deze nieuwe muziekstijl kende ook in België bijval, met onder meer The Kids en Red Zebra. In het Franstalige landsgedeelte sprong Plastic Bertrand er even uit met zijn wereldwijde monsterhit Ça plane pour moi, die hij te danken had aan producer Lou Depryck.
In 1978 vond voor het eerst Humo's Rock Rally plaats, een talentenjacht voor rockgroepen die later een vaste waarde zou worden in het Belgische rocklandschap. Veel latere winnaars en finalisten van deze tweejaarlijkse wedstrijd werden belangrijke namen in de Vlaamse rock.

### Jaren 80
In de jaren 80 ontwikkelden rock en alternatieve muziek zich verder in België. Begin jaren 80 rees een aantal rockbandjes als paddenstoelen uit de grond: TC Matic (met Arno), The Employees, Luna Twist, The Bet, Scooter, Lavvi Ebbel, Rick Tubbax & The Taxi's, Jo Lemaire & Flouze, De Kreuners, Arbeid Adelt!, Nacht und Nebel, Allez Allez, 2 Belgen en The Machines. Velen onder hen braken door dankzij het compilatiealbum Get Sprouts. Naar analogie met de Nederpop noemde men deze lichting popgroepen Belpop. Vaak was het geluid van Belpopgroepen zwaar beïnvloed door dat van internationale succesartiesten in het new wave-genre als Joy Division, The Cure en Elvis Costello. Internationale doorbraak bleek moeilijk voor de Belgische bands.
Verschillende groepen braken ook door uit het undergroundmilieu. De groep Front 242 maakte industrial en elektronische muziek en stond mee aan de wieg van het genre Electronic Body Music, waarin ook The Neon Judgement actief was.
De progressieve rockformatie Machiavel, die in 1974 was ontstaan, groeide al snel uit tot de belangrijkste band van het Waalse landsgedeelte. Ze behaalden verschillende gouden en platina platen en scoorden in 1980 hun grootste hit, Fly. Machiavel trad als eerste band op voor een uitverkocht Vorst Nationaal.
Muziek werd onder meer aan de man gebracht door het populaire tv-programma Hitring, gepresenteerd door Kurt Van Eeghem.
In de tweede helft van de jaren 80 waren het meer volwassen bands die de aandacht trokken, zoals Viktor Lazlo, Vaya Con Dios, Soulsister, Won Ton Ton, Blue Blot en Arno met zijn solowerk. Enkelen scoorden voorzichtig hitjes in het buitenland.
In 1985 vond voor het eerst Pukkelpop plaats, een festival dat een vaste waarde zou worden in het Belgische rocklandschap en meer alternatieve artiesten op het podium zet. Onder meer Nirvana trad hier op voor de groep wereldwijd bekend werd. In 1989 zag het Waalse Dour Festival het levenslicht, ook nog steeds een jaarlijks terugkerend festival met internationale naam en faam.
In 1986 slaagde België er voor de eerste (en tot nu toe enige) maal in om het Eurovisiesongfestival te winnen. De toen 13-jarige Sandra Kim veroverde met J'aime la vie de harten van het Europese publiek.
Op het eind van de jaren 80 ontstond in België het genre van de New Beat, elektronische dansmuziek met een trage beat en zware bastonen die in discotheken wereldwijd een sensatie werd en een voorloper vormde van de housemuziek uit de jaren 90. Belangrijke acts waren de Confetti's en Bizz Nizz en later Praga Khan en Lords of Acid. Technotronic haalde met Pump up the jam in verschillende landen de nummer één-positie van de hitparade.
In 1989 kreeg Vlaanderen met VTM zijn eerste commerciële televisiezender. Van in de beginjaren bracht de zender het populaire wekelijkse muziekprogramma Tien Om Te Zien, dat vooral muziek uit de Vlaamse top 10 bracht en zorgde voor een heropleving van de Vlaamstalige pop- en schlagermuziek. De Nederlandstalige groep Clouseau brak door en zou in de loop van de jaren 90 en 2000 de succesvolste Vlaamse popgroep worden.

### Jaren 90
In de jaren 90 kende de Belpop een nieuwe generatie alternatieve rockartiesten met vooral nationaal, maar soms ook internationaal succes, zoals dEUS, K's Choice en Zita Swoon. Ook de popgroep The Radios, met Bart Peeters en de broers Ronny en Robert Mosuse, deed het zeer goed in eigen land. In het metalgenre brak Channel Zero door bij een breed publiek. De Vlaamse zangeres Axelle Red scoorde met haar Franstalige chansons, vooral in Frankrijk.
Na het verdwijnen van de New Beathype haalde in het housegenre de Belgisch-Nederlandse groep 2 Unlimited verschillende wereldhits. Deze nieuwe stijl van elektronische dansmuziek werd eurodance genoemd, omdat het een typisch Europees fenomeen was, dat in de Verenigde Staten nooit van de grond kwam (want daar waren de jaren 90 het decennium van de hiphop). België grossierde in die dagen in eurodancegroepen als Milk Inc., Paradisio en 2 Fabiola.
De band Zap Mama bracht wereldmuziek met Europese en Afrikaanse elementen. Ook in het Nederlands werd gerockt, met Noordkaap, De Mens en Gorki als voortrekkers.
Helmut Lotti kende veel succes met zijn populaire bewerkingen van klassieke-muziekstukken. Zijn Helmut Lotti Goes Classic-cd's gingen in België miljoenen keren over de toonbank.
Halverwege de jaren 90 kwam uit het ambient- en triphopgenre Hooverphonic, dat zijn repertoire uitbreidde en ook bij een breder publiek succes kende, niet alleen in België, maar ook buiten de landsgrenzen. Een aantal hiphopgroepjes brak door, waaronder 't Hof van Commerce (dat in het West-Vlaamse dialect zingt) en ABN. De folkmuziek kende een revival, met onder meer de groep Laïs.
Een Belgische band die internationaal succes kende, was Soulwax, dat eind jaren 90 het levenslicht zag en sindsdien internationale successen kende met onder meer mash-ups van bekende nummers.

### Jaren 2000
Een nieuwe lichting rockbands stond klaar in 2000, met onder andere Ozark Henry, Dead Man Ray, Novastar, Daan, Stash, Millionaire, Flip Kowlier en Zornik. Rond 2005 zagen we ook Absynthe Minded, Gabriel Rios, Milow, Sioen, Admiral Freebee, Das Pop, The Black Box Revelation en Triggerfinger aantreden. Velen onder hen hebben ooit Humo’s Rock Rally gewonnen, of ten minste de finale gehaald. Ze kenden soms succes in het buitenland en stonden op de podia van Rock Werchter en Pukkelpop.
In Wallonië waren het vooral Franse artiesten die hits scoorden. Toch deden bands als Puggy en Ghinzu het goed in het zuiden van het land.

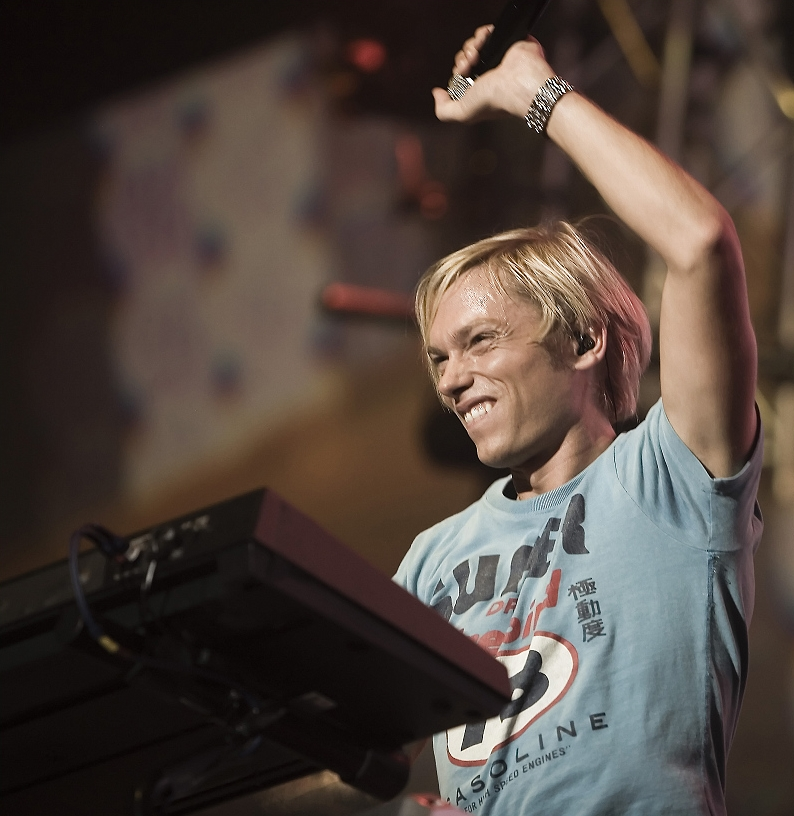
Regi Penxten, toetsenist van Milk Inc.

Dance-act Milk Inc. bleef verder scoren en groeide bij een breed publiek uit tot een commercieel succes. De meidengroep K3, die op het eind van de jaren 90 nog de intentie had een soort Vlaamse Spice Girls te worden, scoorde vooral bij jonge kinderen en groeide in de loop van dit decennium uit tot een groot commercieel succes voor kinderen, in de schoot van het productiebedrijf Studio 100.
Een belangrijke factor in de verspreiding van populaire muziek zijn de talentenjachten die commerciële tv-zenders organiseren, zoals Idool en X Factor. Natalia, Hadise, Sandrine en Tom Dice kenden een redelijk succes na hun optreden in dergelijke tv-programma's.
Kate Ryan haalde verschillende Europese dancehits, vaak met covers van bekende Franstalige nummers.
Door het succes van onder meer Laura Lynn en Christoff ontstond een heropleving van het schlagergenre. Ook stond een niet onbelangrijke nieuwe lichting kleinkunstzangers en -zangeressen op, met Yevgueni, Buurman, Eva De Roovere en Hannelore Bedert als vertegenwoordigers.
In het technogenre groeide I Love Techno uit tot een evenement met tienduizenden bezoekers. Enkele dj's werden een gevestigde naam, zoals Marco Bailey en Yves Deruyter. In het dancegenre kende het festival Tomorrowland succes.

### Jaren 2010
In 2010 scoorde Brusselaar Stromae in heel Europa een hit met Alors on danse. In 2013 zou hij opnieuw scoren met het album Racine carrée en de singles Formidable en Papaoutai. Zijn muzikale stijl is een combinatie van hiphop, elektronische muziek en door Jacques Brel beïnvloed chanson.
Soulzangeres Selah Sue brak langzaam door bij het grote publiek.
In 2011 had de in Brugge geboren, maar naar Australië geëmigreerde zanger en producer Gotye een wereldhit met Somebody That I Used To Know, een duet met de Nieuw-Zeelandse zangeres Kimbra. Het nummer behaalde de nummer 1-positie in de Verenigde Staten.
Het dancefestival Tomorrowland werd alsmaar populairder, wat ook zijn invloed had op het internationale succes van enkele Belgische dj's en producers in het elektronische genre, zoals dj Coone, Netsky, Lost Frequencies, Aeroplane en vooral het duo Dimitri Vegas & Like Mike, dat in 2014 zelfs op de tweede plaats eindigde in de wereldwijde top 100 van beste dj's van DJ Mag.
In 2015 brak Tourist Lemc door. Dat jaar was ook een succesjaar voor Stan Van Samang.
Een jaar later werd Delv!s bekend bij het grote publiek door de release van de hits Come My Way en Sunday Interlude.
Angèle bracht haar debuutalbum uit in 2018, en in 2020 kwam er een duet Fever met Dua Lipa.